# Josef Argauer

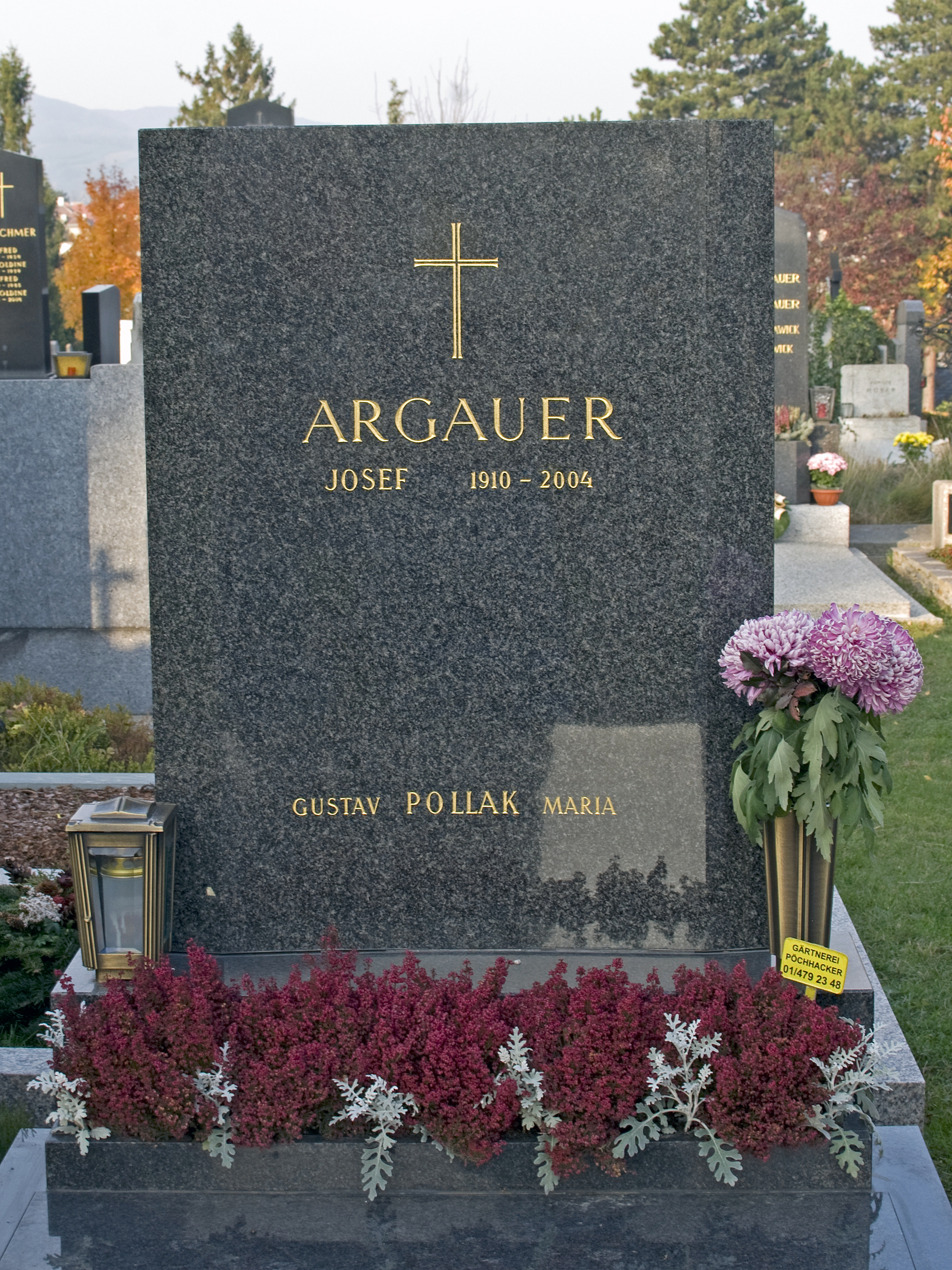
Grab von Josef Argauer am Friedhof Gersthof in Wien

Josef „Pepi“ Argauer (* 15. November 1910 in Wien; † 10. Oktober 2004 ebenda) war Co-Teamchef der österreichischen Fußballnationalmannschaft vom 21. April 1956 bis 9. August 1958.
Er war zeit seines Lebens dem Fußball verbunden, nämlich als Profispieler, Sportjournalist, Funktionär und Trainer. Überdies gilt er als der „Erfinder“ des traditionellen Wiener Stadthallenturniers.
1978 erhielt er das Silberne Ehrenzeichen für Verdienste um die Republik Österreich.